# 夏日之剑
《夏日之剑》（英語：The Sword of Summer）是美国作家雷克·莱尔顿创作的一部以北欧神话为题材的青春奇幻小说。它于2015年10月6日由迪士尼 Hyperion出版，是《阿斯嘉末日》系列的第一部。
这部小说以马格纳斯·雀斯的第一人称视角讲述，他是半神、无家可归的孤儿，死于他的十六岁生日。去世后他被瓦尔基里萨米拉选中，以英灵战士的身份来到瓦尔哈拉，得知了他的身份——弗雷之子；同时他被预言选中，要去阻止巨狼芬里尔越狱，从而阻止世界末日的到来。